# محمد حسين كركيج
محمد حسين بن نظر الكوركيج (بالفارسية:محمد حسین گُرگیج) (1942) عالم مسلم وفقيه حنفي إيراني وهو خطيب وإمام أهل السنة والجماعة في مدينة آزادشهر بمحافظة غُلستان الإيرانية. هو مشهور في التفسير، ومعروف بمواقفه الانتقادية والسياسية والاجتماعية تجاه قضايا الإسلامية، وبمعارضة لتدخلات الإيراني والروسي في الحرب الأهلية السورية، ورفضه للطائفية.

هو رئيس ومؤسس دار العلوم الفاروقية بمدينة غاليكش، وإمام أهل السنة في آزاد شهر ويعد من زعماء أهل السنة والجماعة في إيران في تركمن صحراء. له نشاط قضائي وأكاديمي وبرز في علمي الحديث والتفسير.

## سيرته
ولد محمد حسين بن نظر كُركيج سنة 1942 م/ 1361 هـ في عائلة من أصل بلوشي، وأجداده بدو رحل في إقليم بلوشستان. بدأ دروسه الدينية الأولى على نظر محمد لوار زهي في خيام البدو الرحل في بلوشستان فتعلم القاعدة البغدادي وقرأ القرآن والأدب الفارسي عليه، ثم ذهب إلى زاهدان عاصمة المحافظة، وقرأ الكتب التمهيدية في الفقه،‌ ثم أكمل الكتب المدرسية في مدرسة اشاعة التوحيد على عبد الغفور شهبَخش وأمير أحمد وأساتذة آخرين. وبعد دورتين في مدرسة إشاعة التوحيد، تخرجًا مفسّرًا ثم توجه إلى مدرسة بدر العلوم بقرية قلعة بيد شمال غرب مدينة خاش لإكمال الدورات العليا. ودرس على الفقيه شير محمد عم عبد الحميد إسماعيل زهي، وأيضًا تتلمذ الأدب العربي وبعض كتب على نجم الدين محمد الدركاني.

هاجر إلى باكستان المجاورة لإكمال الدورة النهائية في الفقه، التي لم تكن في إيران في ذلك الوقت، وفي مدينة كراتشي أكمل دورات الحديث على سليم الله و عناية الله ونظام الدين شاه زهي في جامعة الفاروقية. ومن خلال المشاركة في امتحان فاق المدارس مُلتان حصل على إجازتين في رواية الحديث. وبعد ذلك انتسب إلى مدرسة بدر العلوم رحيم يار خان لدورة تفسير القرآن، فأكمل الدورة الكاملة في ترجمة القرآن وتفسيره.

عاد إلى بلاده ومسقط رأسه وأنشأ مدرسة الفاروقية الحنفية في مدينة غاليكش، وشارك في تعليم وتدريب طلاب العلوم الدينية. كما عيّن إمامًا لصلاة الجمعة والعيد في آزادشهر. وهو عضو مجمع زاهدان الفقهي ومجمع أحناف تركمن صحراء. وهو أيضًا خبير في الأمور الشخصية مثل الزواج والطلاق والوصايا والورثة في معظم محاكم محافظة غلستان.

## حياته الشخصية
أطلق موقعه الشخصي في ديسمبر 2013. له من أولاد حسين علي.